# 遠程文件共享
遠程文件共享（RFS）是一種由AT&T公司在1980年代開發的分散式檔案系統。在UNIX System V的版本3(SVR3)中第一次公開。它後來也包括在AT＆T的UNIX System V版本4，但同一版本內含的網路檔案系統(NFS)具有更好的互相操作性，因此RFS較少被使用。AT&T的UNIX System V版本4的一些授權版本裡並不支援遠程文件共享，昇陽電腦在Solaris的2.4版之後也將遠程文件共享的功能從中移除。
與網路檔案系統相比，它具有非常不同的設計決定。比起將重點放在故障出現時的操作可靠性，遠程文件共享更傾向於試圖在整個網絡中保護並維持UNIX語義。與網路檔案系統（在UNIX System V版本4之前）不同，遠程文件共享伺服器將保持追踪任何被任意進程鎖住的文件，其被打開次數的狀態等等。遠程文件共享是由當時AT&T所屬貝爾實驗室所開發的產品。

## 特點
提供完整的UNIX / POSIX文件語義。(文件鎖定等)
允許在網絡上安裝設備（例如 /dev/CDROM 可以遠程存取）
透明訪問檔案。用戶不需要知道檔案實際上位於何處。

## 遠程系統調用接口
- ACCESS
- SYSACCT
- CHDIR 更改目錄
- CHMOD 更改文件模式
- CHOWN 更改文件所有者
- CHROOT
- CLOSE 關閉文件
- CREAT 創造文件
- EXEC 執行文件
- EXECE 在特定環境下執行文件
- FCNTL
- FSTAT 統計所有使用文件描述符的文件
- FSTATFS 統計所有使用文件描述符的文件系統
- IOCTL
- LINK link() 操作的上半部分
- LINK1 link() 操作的下半部分
- MKNOD Make block or character special file
- OPEN 打開文件
- READ 從檔案資料夾中讀取
- SEEK 從檔案資料夾中尋找
- STAT 使用路徑名統計檔案
- STATFS 使用路徑名統計檔案系統
- UNLINK
- UTIME
- UTSSYS 返回有關已安裝文件的資訊
- WRITE
- GETDENTS 讀取文件系統中的目錄條目
- MKDIR
- RMDIR
- SRMOUNT 遠程安裝的服務器端
- SRUMOUNT 遠程卸載的服務器端
- COREDUMP 轉儲核心請求
- WRITEI 寫入系統調用的內部形式
- READI 讀取系統調用的內部形式
- RSIGNAL Sendremote signal
- SYNCTIME 使不同主機之間的時間同步
- IPUT Free a remote inode
- IUPDATE Update a remote inode
- UPDATE 將修改的緩衝區寫回磁盤